# Олейниченко, Дмитрий Елисеевич
Дмитрий Елисеевич Олейниченко (1915—1951) — командир эскадрильи 189-го гвардейского штурмового авиационного полка 196-й штурмовой авиационной дивизии 4-го штурмового авиационного корпуса 4-й воздушной армии 2-го Белорусского фронта, гвардии капитан. Герой Советского Союза (1945).

## Биография
Родился 14 мая 1915 года в селе Веселая Гора ныне Славяносербского района Луганской области Украины. В Красной Армии с 1937 года. В 1938 году окончил Ворошиловградскую военную авиационную школу пилотов. Участник Великой Отечественной войны с ноября 1941 года.
К апрелю 1945 года совершил 105 боевых вылетов, уничтожил тринадцать танков, шесть самолётов на земле, много другой техники врага. 18 августа 1945 года за образцовое выполнение боевых заданий командования и проявленные при этом мужество и героизм гвардии капитану Олейниченко Дмитрию Елисеевичу присвоено звание Героя Советского Союза с вручением ордена Ленина и медали «Золотая Звезда» (№ 7960).
После войны продолжал службу в ВВС СССР. В ночь 27 июля 1951 года подполковник Д. Е. Олейниченко погиб при исполнении служебных обязанностей.